# Giovanni Battista Colomba

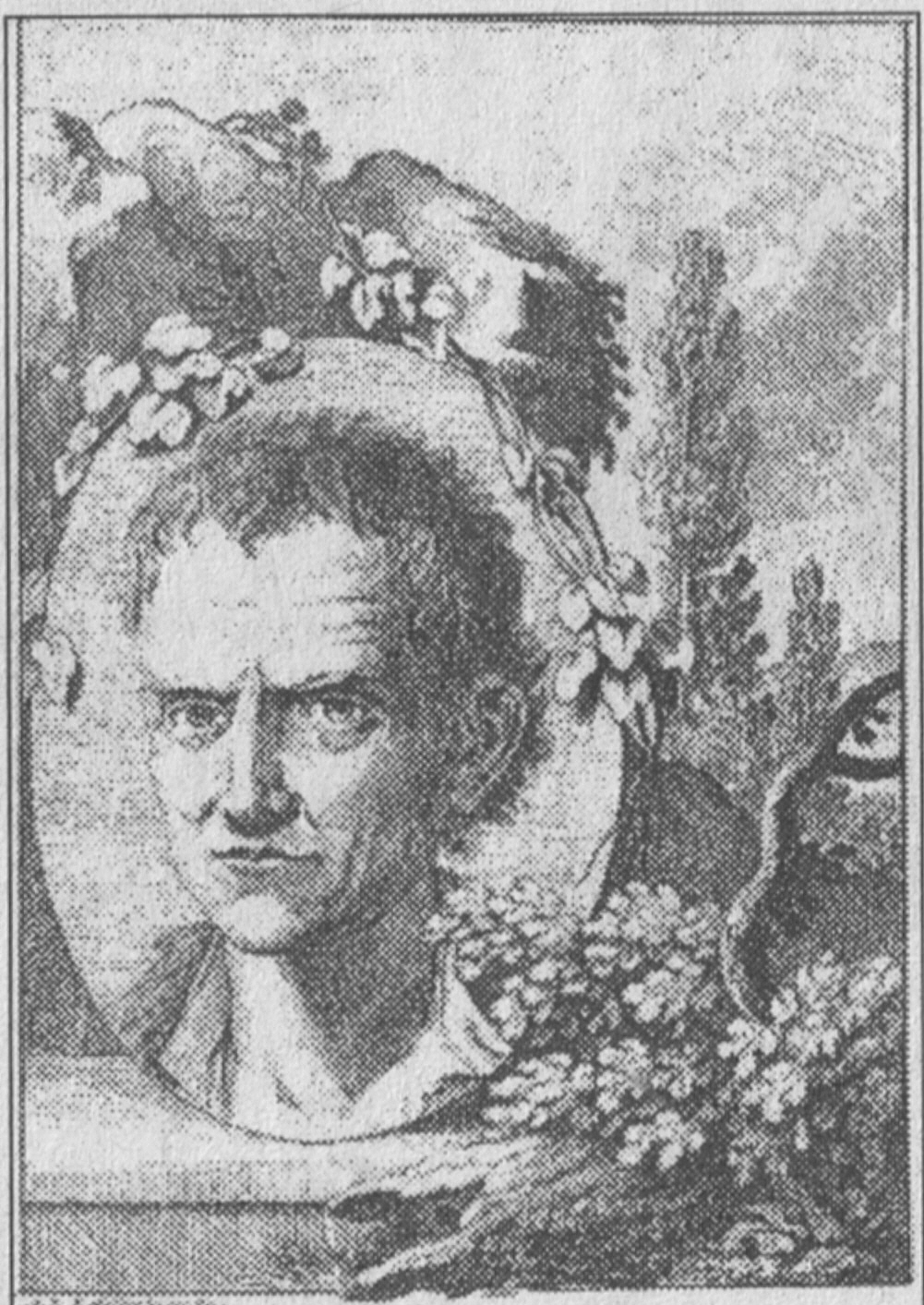
GB Colomba, graviert von Johann Rudolf Schellenberg für Füssli S. 62. dort als Giovanni Battista Innocenzo bezeichnet.

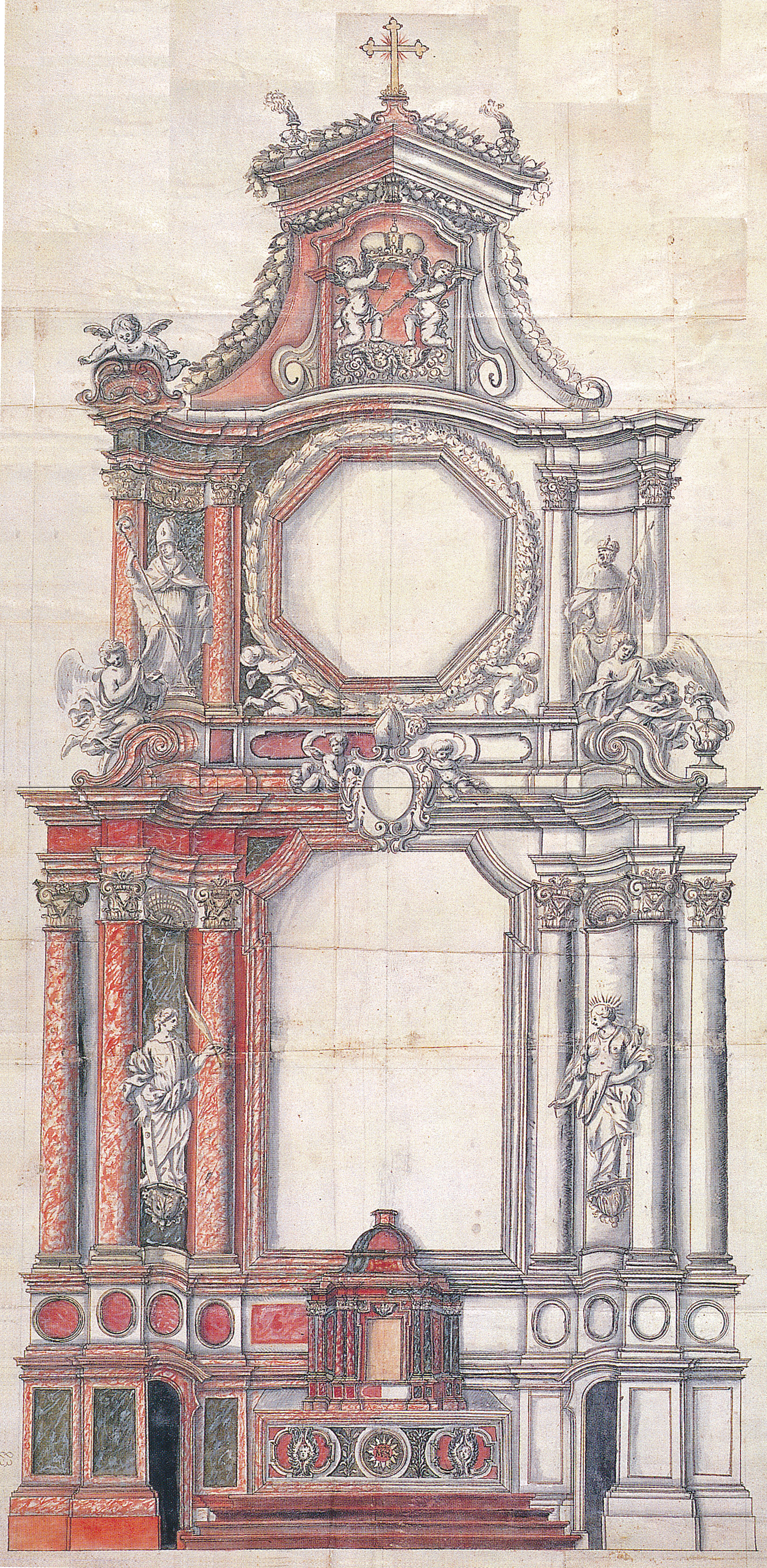
Entwurfszeichnung für den Hochaltar 1678

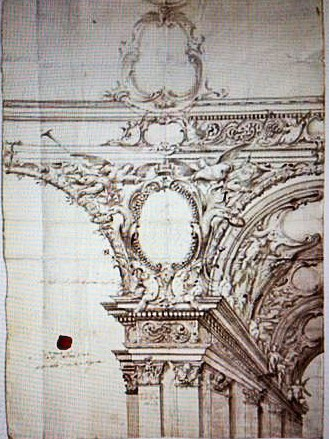
Maria Taferl Entwurf für den Deckenstuck, mit Lacksiegel

Giovanni Battista Colomba, auch Johann Baptist Colomba (* 1638 in Arogno im Bezirk Lugano, Schweizer Kanton Tessin; † 24. April 1693 in Warschau, Polen), war ein Schweizer Architekt, Stuckateur und Maler.

## Leben

### Familie
Giovanni Battista Colomba war der Sohn von Luca Colomba und Margherita Fontana in Arogno. Ein Bruder war Christophoro Colomba (?), mit dem er an einigen Baustellen zusammenarbeitete.
Er heiratete vor 1670 Francesca Catarina Maggi aus Arogno (1645–1690) und begründete eine Künstlerfamilie: die Söhne Luca Antonio Colomba (* 1674 Arogno), ein Kunstmaler, Angelo Domenico Colomba (* 1679 Arogno), ein Stuckateur, weiter sein Enkel Giovanni Battista Innocenzo Colombo (* 1717 Arogno), ein Architekt, Kirchenmaler und Bühnenbildner.

### Werke (Auswahl)
Seine Ausbildung erhielt er vermutlich in Turin, er arbeitete in den heutigen Ländern Schweiz, Tschechien, Österreich und Polen.

#### Entwurfszeichnung für den Hochaltar
In der Dissertation der Universität Genua Domenico Parodi und seine Werke in Lambach.

«Die große Ähnlichkeit des Hochaltares von Lambach mit dem Entwurf der Stiftskirche Melk, der um 1678 datiert und dem Tessiner Giovanni Battista Colomba zugeschrieben wird und der wiederum mit den Hochaltären der Jesuitenkirche in Linz und der Stiftskirche Sankt Florian korrespondiert, deren Vertrag 1682/87 unterzeichnet wurde.»

Die Verwendung des Untersberger Marmors, die doppelte Registerstruktur der Säulen und vier lebensgroße Heiligenstatuen sind völlig identisch. 
- Im Archiv von Stift Melk befindet sich ein Altarentwurf von 1678, der Giovanni Battista Colomba eindeutig zuzuschreiben ist.[4]
- Prag Loretokirche

Die Casa Santa war ursprünglich aussen mit Malereien geschmückt, 1664 wurden Stuckkopien der Reliefs von Jacopo Sansovino (1486–1570) angebracht, an der Vorderseite von Giovanni Battista Colomba, an den anderen Seiten von Giovanni Bartolomeo Cometa.
- Příbram Svatá hora

1665 dekorierten der Stuckateur Giovanni Bartolomeo Cometa und der Maler Giovanni Battista Colombo im Kreuzgang und in der von der Stadt Pilsen gestifteten Kapelle. Colomba schmückte auch die Magdalenenkapelle mit Stalaktiten.
Im Dezember 1666 musste er aus Příbram fliehen, weil er D. Ferati bei einem Streit tödlich verletzt hatte.
- Stift Waldhausen im Strudengau

Die ehem. Stiftskirche Waldhausen, eine Wandpfeilerkirche, wurde 1666/68 von Giovanni Battista und Christoph (sein Bruder) Colomba stuckiert und von Georg Hausen ausgemalt.
- Dominikanerkirche in Wien

Möglicherweise war er an der Stuckdekoration der Dominikanerkirche in Wien (1666–1674) beteiligt, wo Ähnlichkeiten mit denen Waldhausens bestehen.
- S. Stefano in Arogno

Um 1670 befand sich Colomba in seiner Heimat (er signierte «32 Jahre alt»), wo er die Kapelle der Heiligen Drei Könige in der Kirche S. Stefano in Arogno mit Fresken ausmalte, auch das Altarbild stammt von ihm.
- Joanneum (Altes Joanneum) in der Raubergasse von Graz um 1670

An der Decke der Privatkapelle des Joanneums sind seine Fresken signiert Tod und Glorie des hl. Benedikt, Stuckarbeiten von Bertoletti.
- Wallfahrtskirche Mariazell

Giovanni Battista Colomba freskierte ab 1665 die Gewölbe und Wände in den Sakristeien, Schatzkammern und im Barockbau.

«Am 14. November 1672 ward laut Hofkammerakt ein «Paasbrüeff» (Passbrief) für den Freskanten Giovanni Battista Colomba und den Stukkator Giovanni Rocco Bertoletti‚ zu Maria Zeel von daselbsten mit 10 Pferden nacher Italien veraisend, zu passieren. Die vielen Rosse, die da mautfrei über die Alpen wanderten, dienten wohl nicht so sehr dem Transport, sie waren vielmehr ein fürstliches Honorar des Hauptwohltäters Kaiser Leopold I. der Glorreiche.»

Ein Teil der Fresken im Heiligtum von Mariazell kann ihm zugeschrieben werden, wie seine Rechnungen von 1669 bis 1675 bestätigen.

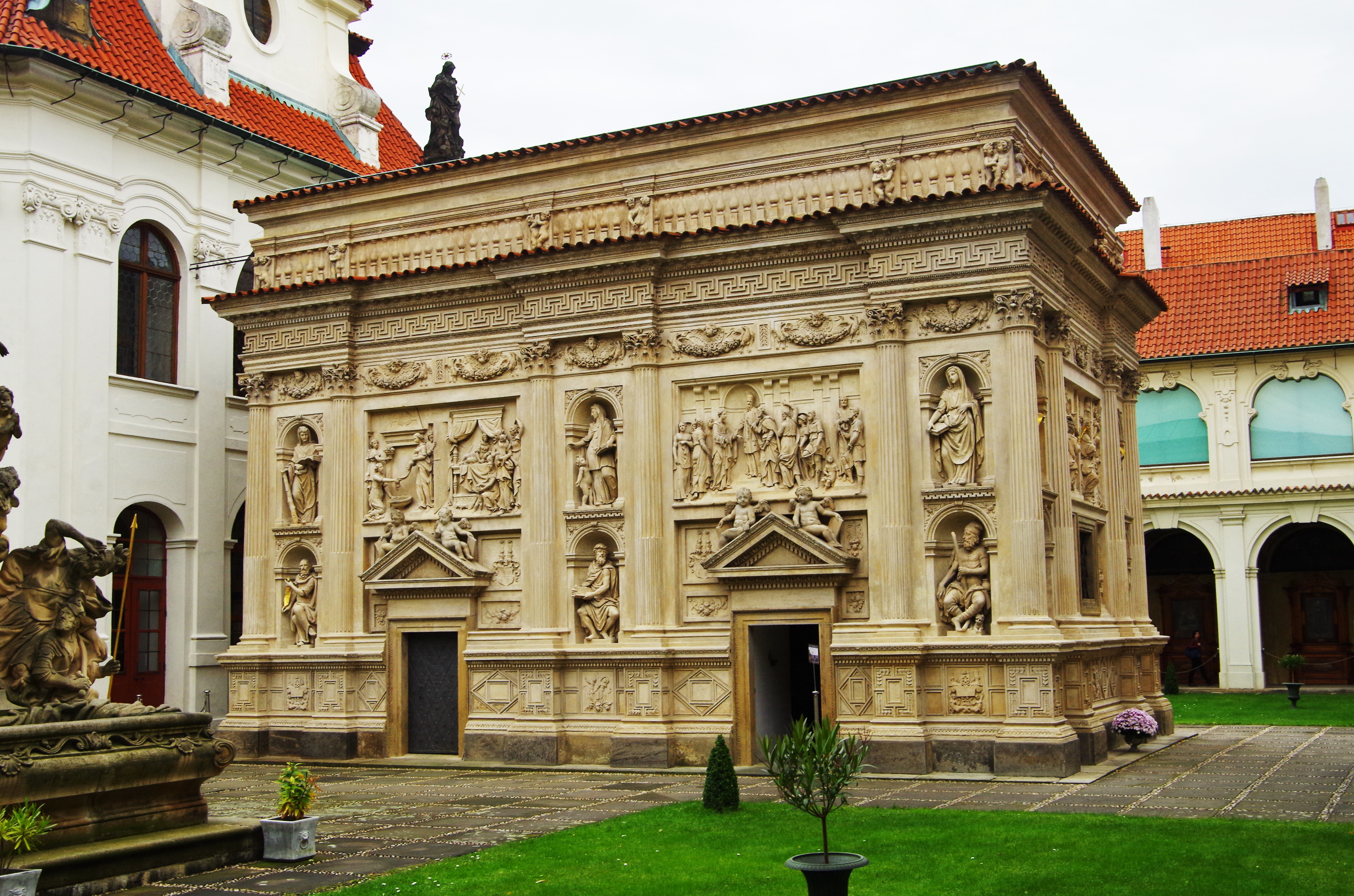
Casa Santa der Loretokirche Prag, Vorderansicht
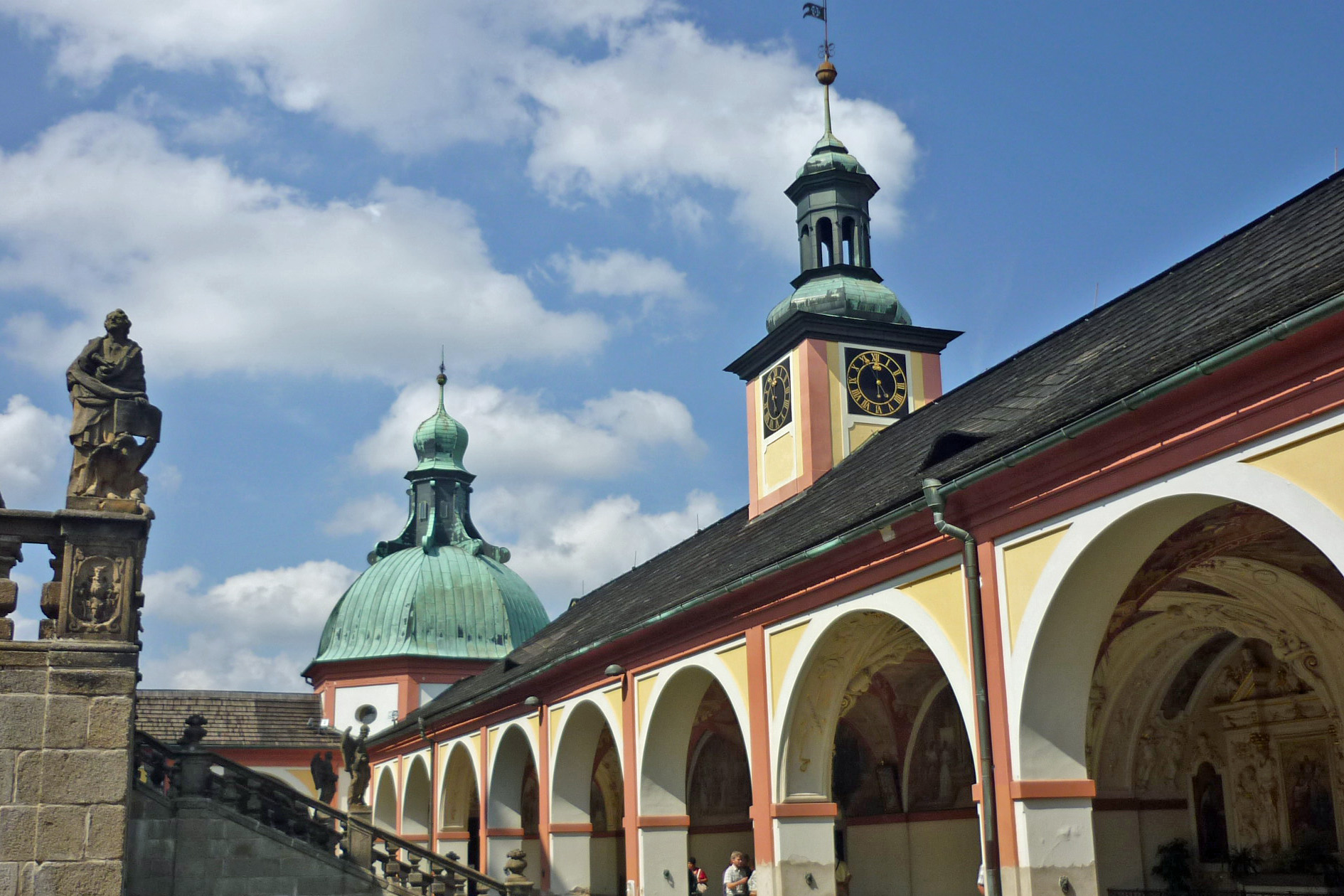
Svata Hora Kreuzgang, Kapellen
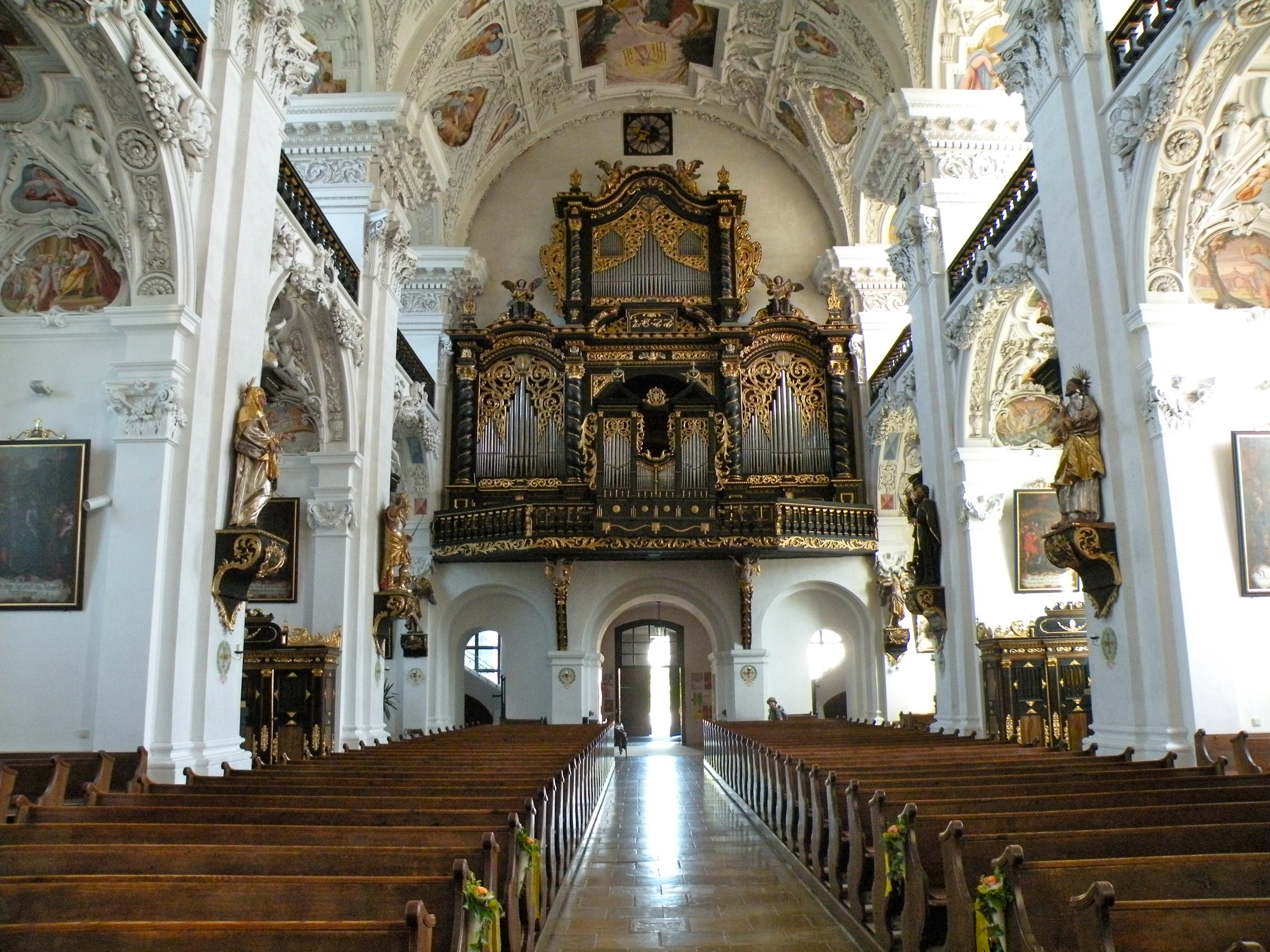
Stift Waldhausen, Fresken u. Stuckaturen 1666–1668
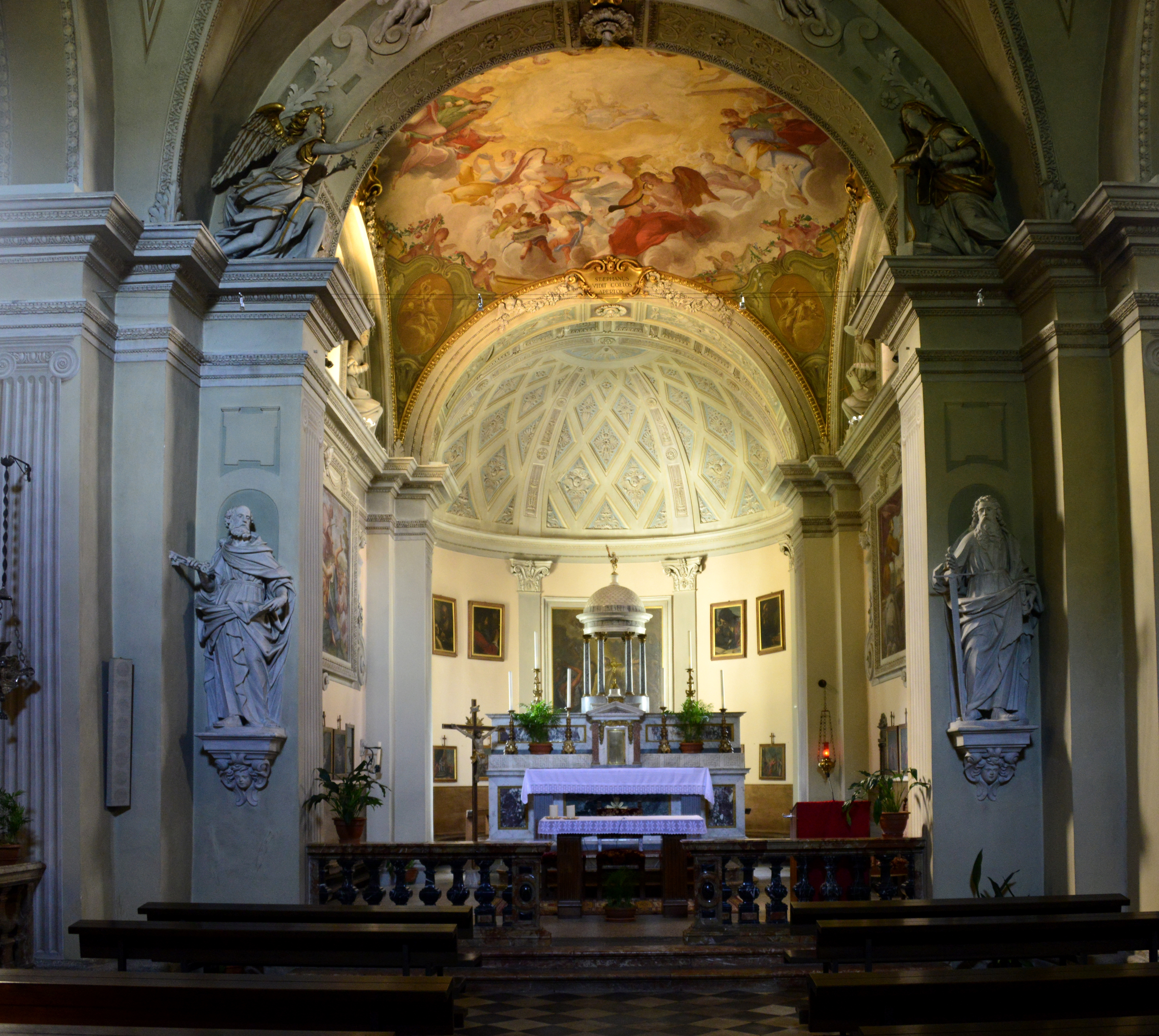
Santo Stefano in Arogno 1670
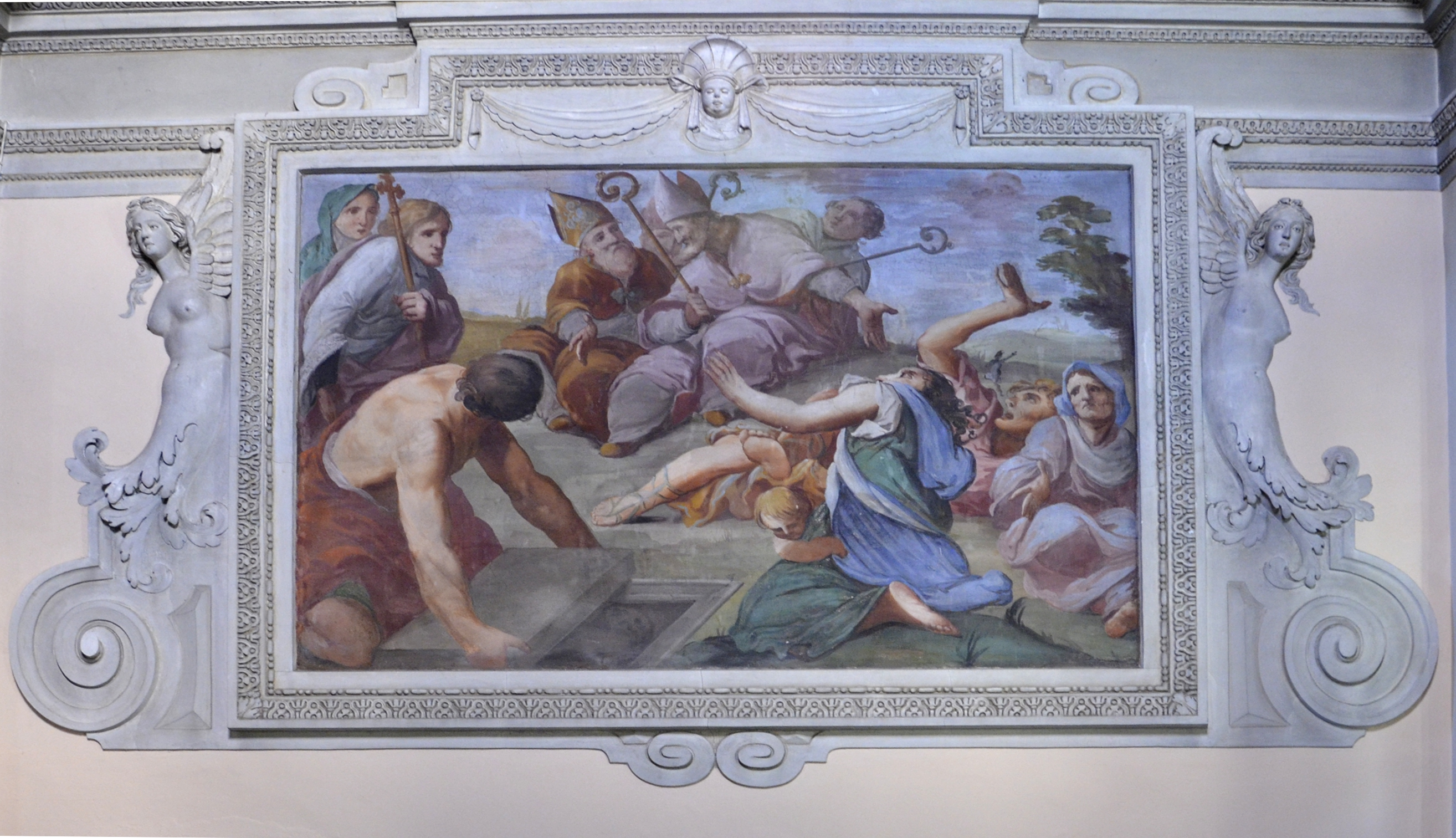
Die Hl. Drei Könige

- Wallfahrtskirche Maria Taferl

Carlo Lurago leitete bis 1670 die Bauarbeiten, um diese Zeit dekorierte Colomba das Langhaus, auch die Kuppel und Querarme mit Stuck und Fresken. 1678 waren seine Arbeiten abgeschlossen.
- Stift Kremsmünster

Ab den 1670er Jahren bis 1682 erfolgte in der Stiftskirche unter der Leitung von Baumeister Carlo Antonio Carlone, der Stuckateure, Maler und Bildhauer Giovanni Battista Colomba und Giovanni Battista Barberini eine weitgehende Barockisierung. Der Innenraum wurde mit Stuckarbeiten dekoriert, verantwortlich waren die Meister Colomba und Barberini, unter den Ausführenden ihr Schüler, der damalige Geselle Girolamo Alfieri.
- Stift Ardagger bei Amstetten

Die Stuckausstattung von 1678 in Langhaus und Chor der Pfarrkirche Ardagger wird Giovanni B. Colomba zugeschrieben.
- Jesuitenkirche Hl. Ignatius – Alter Dom Linz

Aufbau des Hochaltares mit Giovanni Battista Barberini, so erhielten laut Vertrag vom 2. Januar 1681 Colomba als Bauunternehmer und Barberini als Stuckateur 12'000 Gulden. 1679–1683.

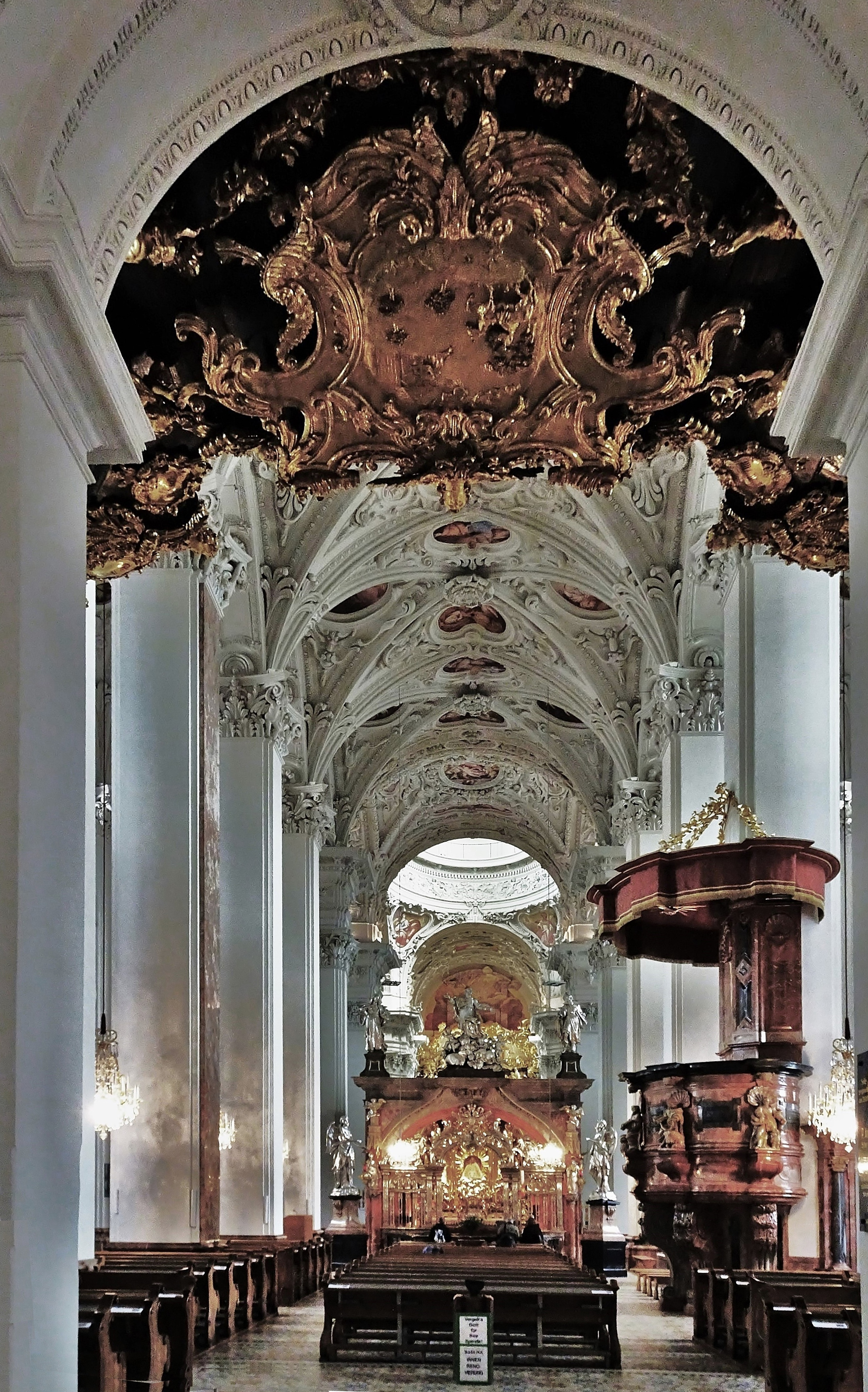
Basilika Mariazell Innen
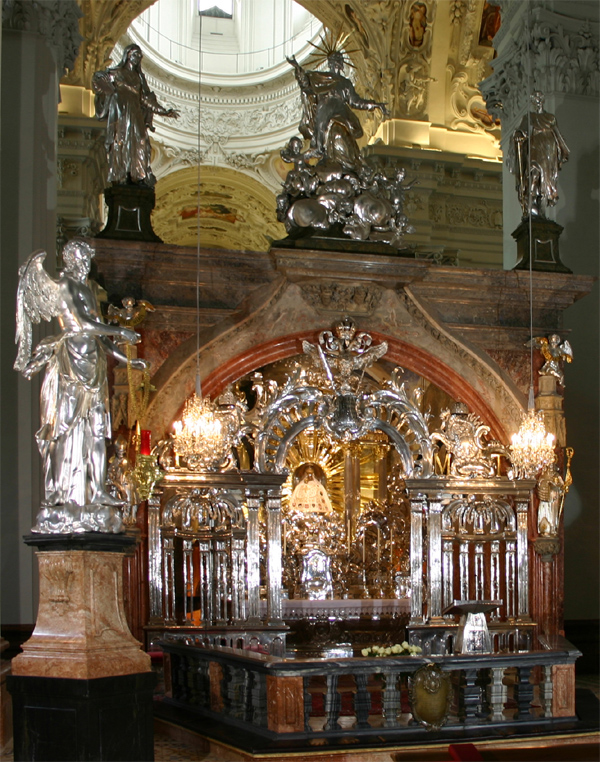
Gnadenkapelle
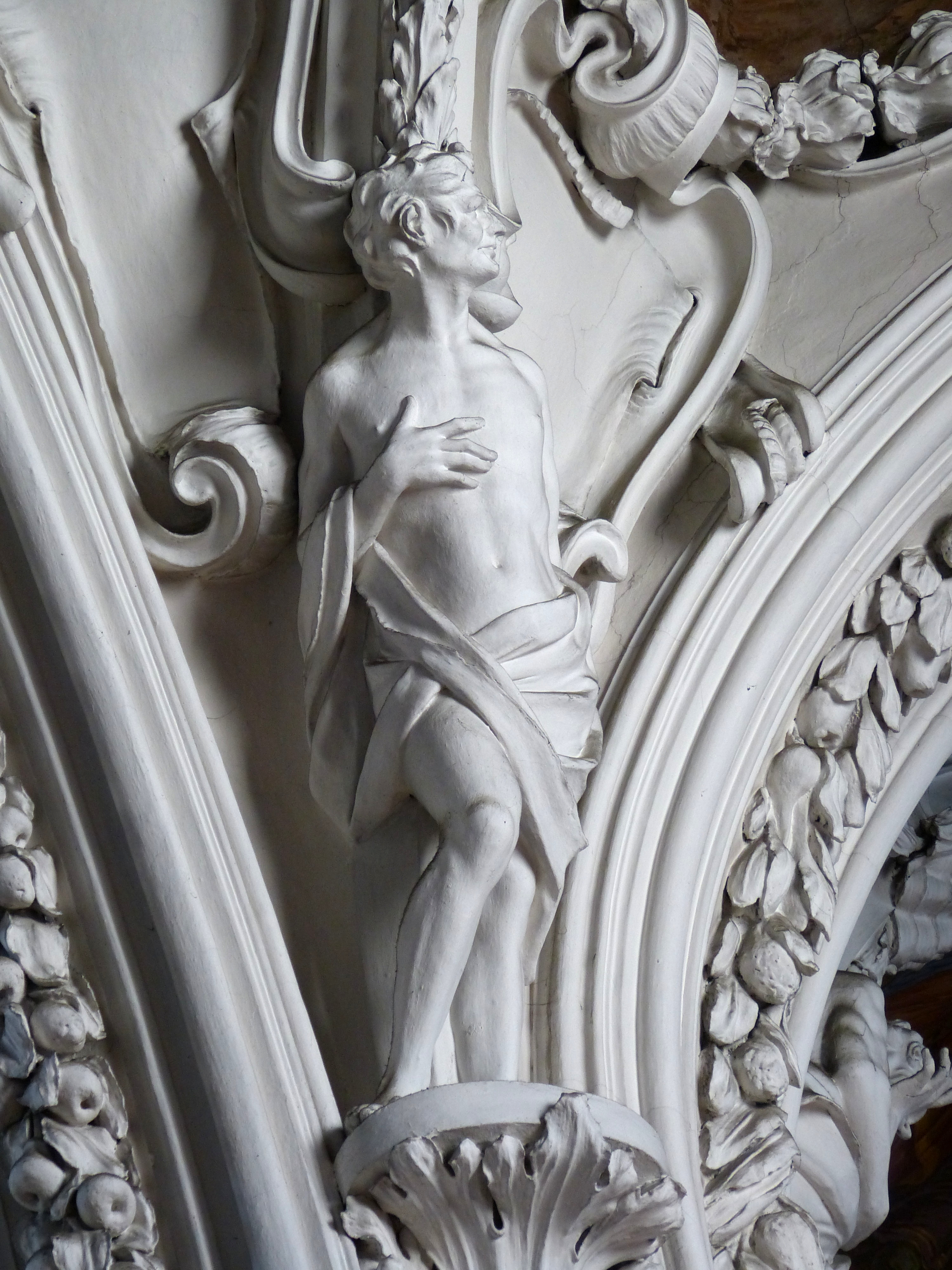
Stift Kremsmünster Stuckfigur
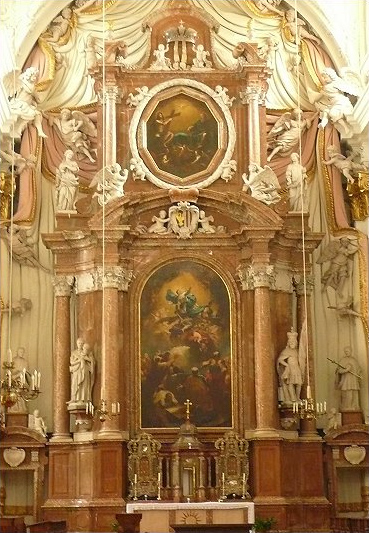
Alter Dom Linz Hochaltar
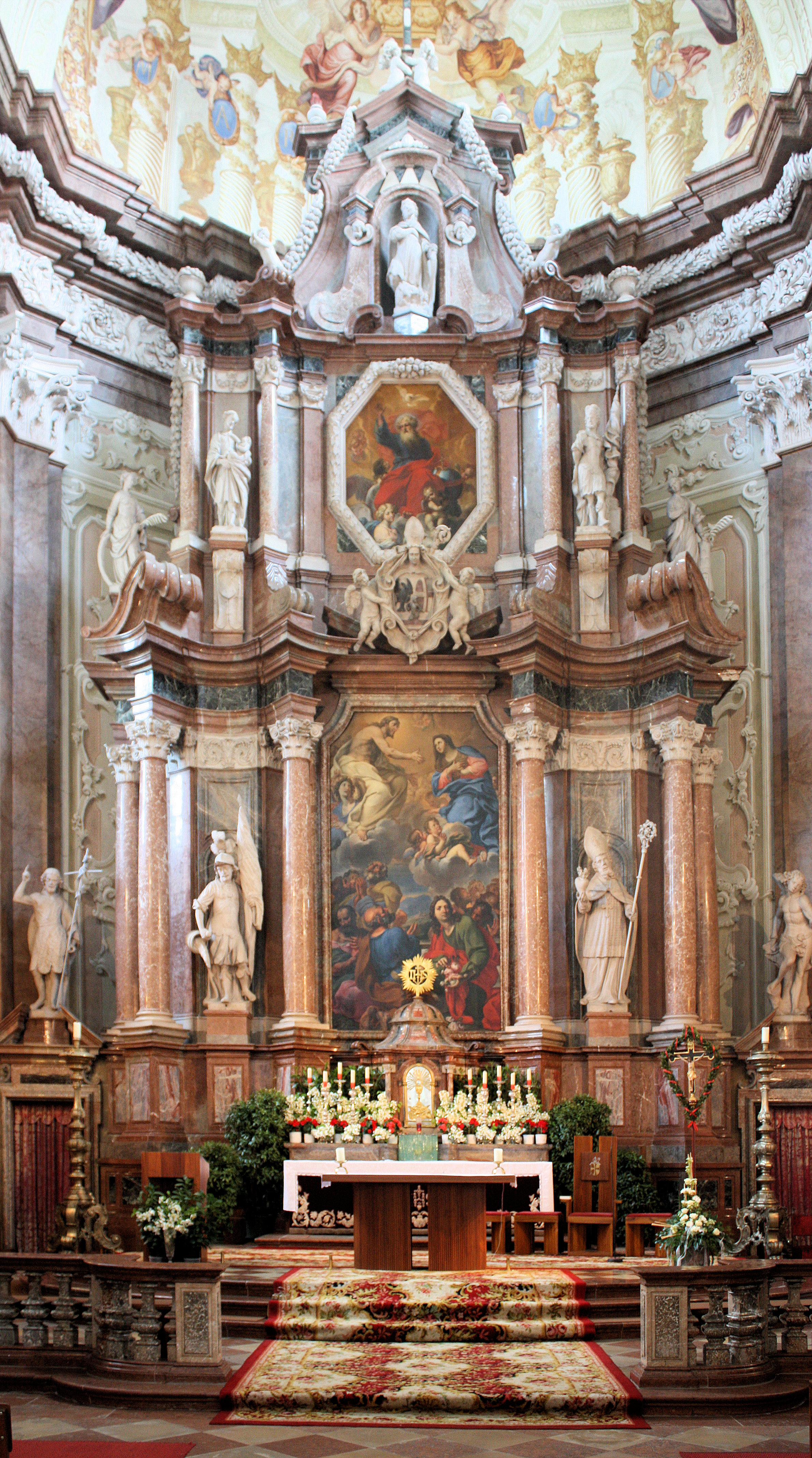
Stift St. Florian Hochaltar
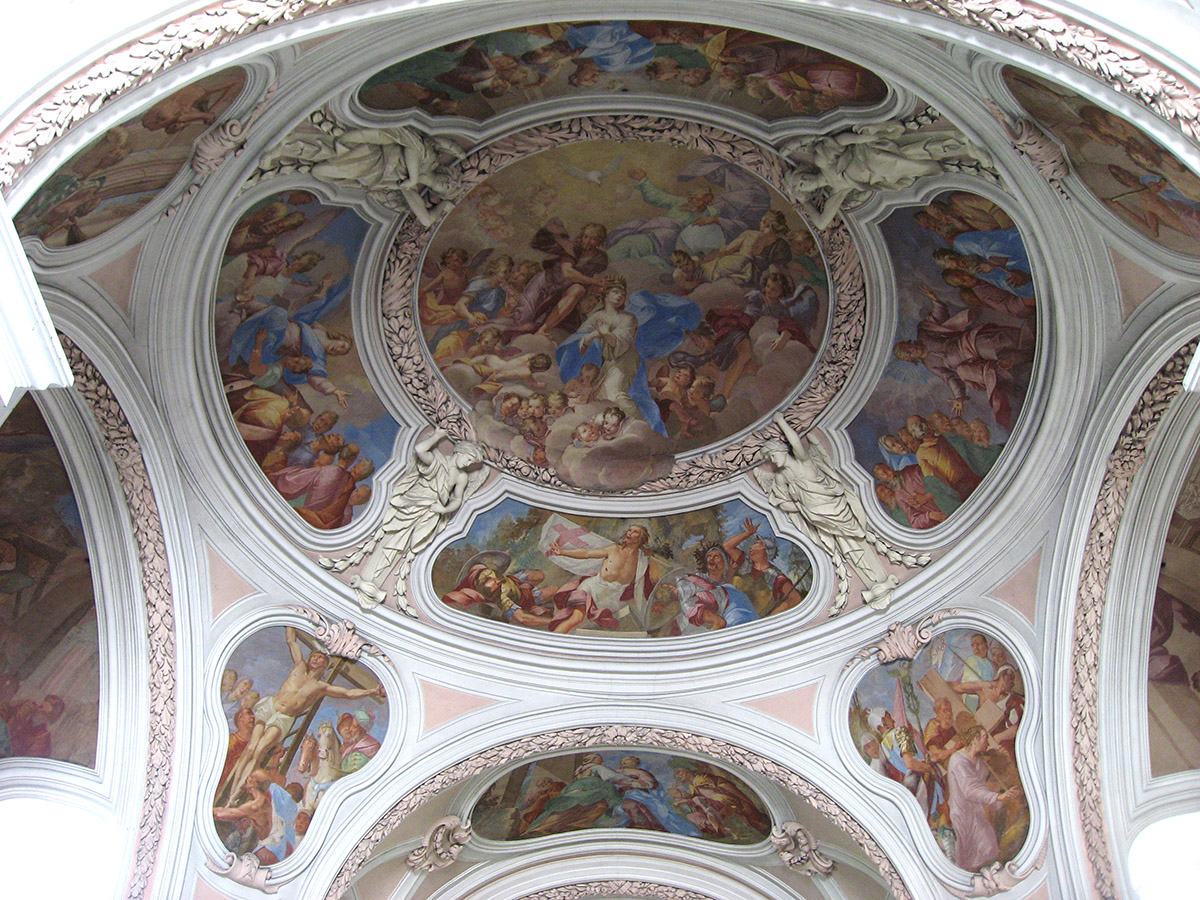
Vöcklabruck Dörflkirche, Bussi begann, Colomba beendete
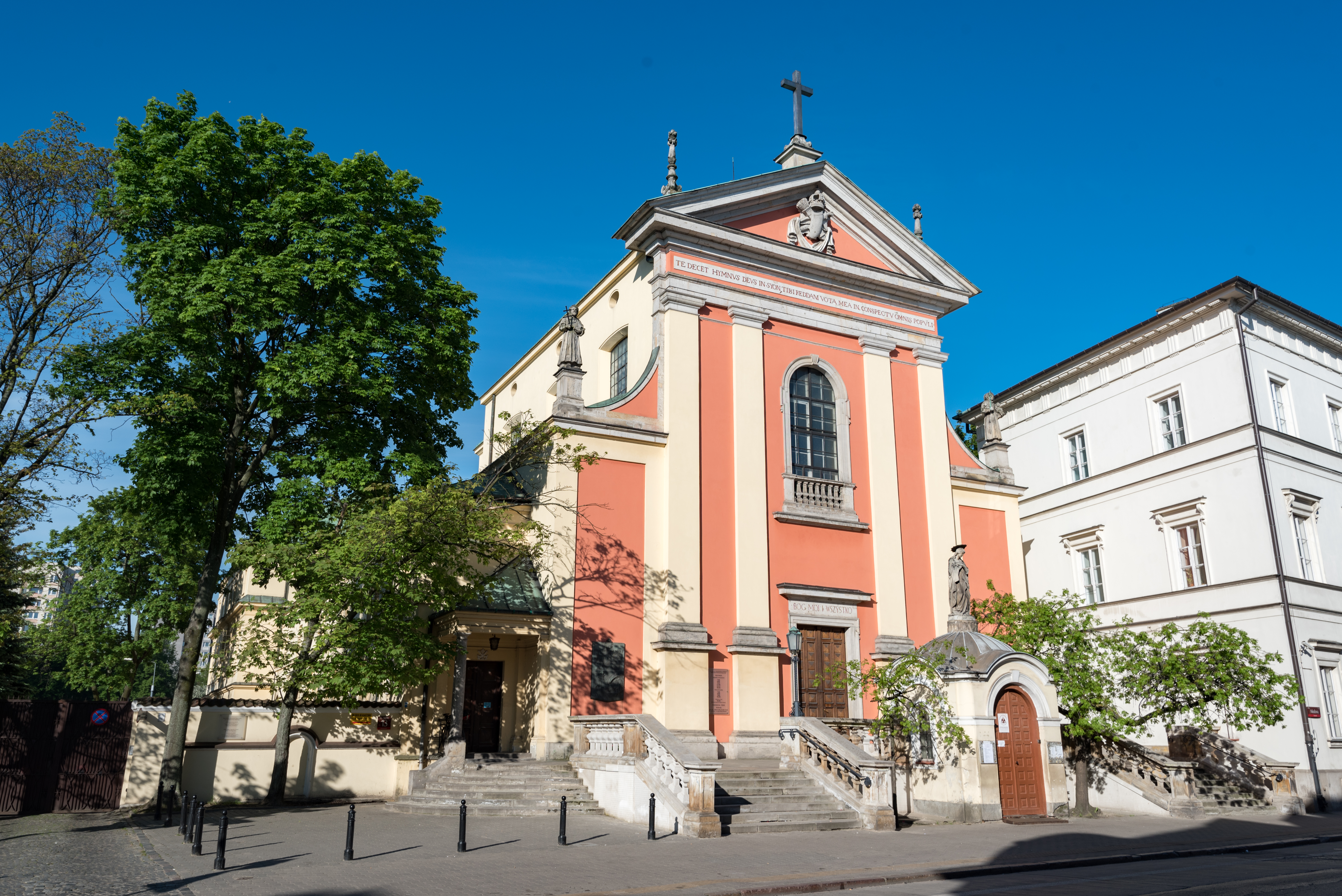
Warschau Kapuzinerkirche

- Vorstadtpalais und Wirtschaftshof des Klosters Kremsmünster

Im Festsaal des Linzer Stadtmuseums Nordico sind Frescomalereien von Colomba erhalten (Rechnungen von 1682).
- Stift St. Florian

Den Hochaltar der Stiftskirche entwarf und baute Colomba aus rotem Untersberger Marmor In den Jahren 1682/89.
- Ägidiuskirche (Dörfelkirche) Vöcklabruck

Der Stuckateur Carlo Antonio Bussi erhielt am 10. November 1689 den Auftrag zur Freskierung dieser Kirche, er starb am 15. Juli 1690. Die Arbeit führte Giovanni Battista Colomba zu Ende.
- in Warschau 1690/93

Der polnische König Jan III. Sobieski berief Giovanni Battista Colomba 1690 an den Hof von Warschau. Hier wird Colombo durch seine Zeichnung G.B. delineavit (in Mailand, Castello Sforzesco) mit dem Fassadenentwurf der Kathedrale von Warschau der Johanneskirche sowie mit dem Umbau der Königlichen Grab-Kapelle in der Kapuzinerkirche in Verbindung gebracht.